# Tiberios (Sohn Justinians II.)

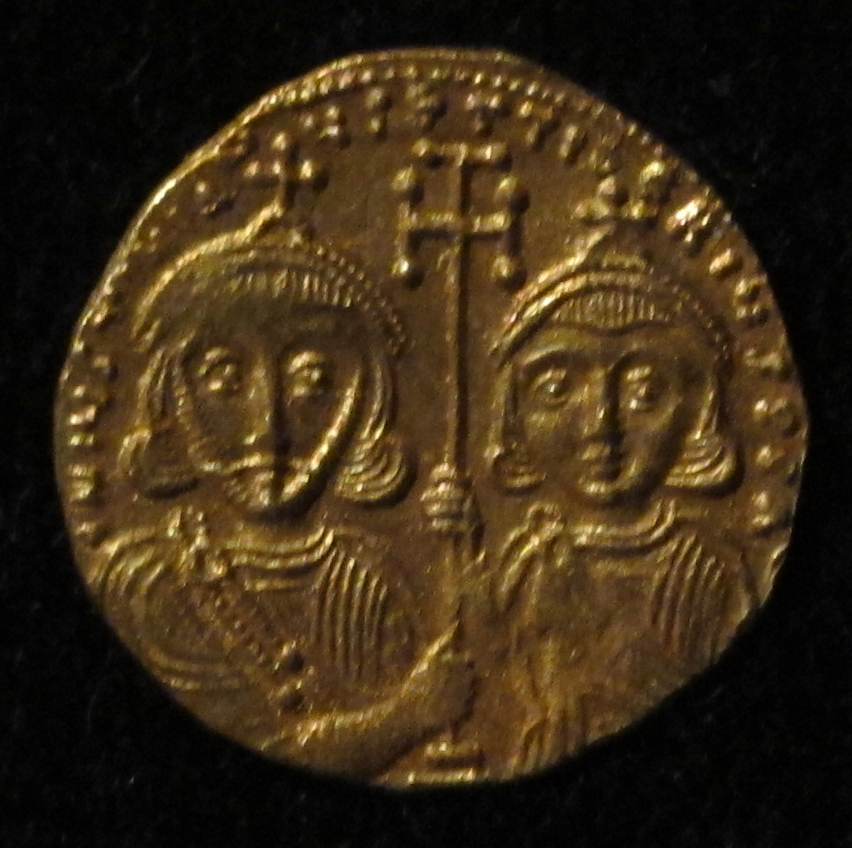
Goldmedaillon Justinians II. mit Tiberios (rechts)

Tiberios (mittelgriechisch Τιβέριος, lateinisch Tiberius; * 705 in Phanagoria; † Dezember 711 in Blachernai) war von 706 bis zu seinem Tod Mitkaiser des Byzantinischen Reiches.

## Leben
Tiberios war der Sohn des Kaisers Justinian II. und der chasarischen Prinzessin Theodora. Er kam zur Welt, kurz bevor sein Vater nach zehnjährigem Exil den Thron in Konstantinopel mit Unterstützung des bulgarischen Khans Terwel zurückeroberte. Bereits im Alter von einem Jahr wurde Tiberios, der eine ältere Halbschwester Eudokia hatte, zum Basileus und Mitkaiser erhoben und erscheint als solcher auf Münzen seines Vaters.
Als Justinian im Dezember 711 in einer Revolte unter Führung des Philippikos Bardanes gestürzt wurde, bedeutete dies auch für den jungen Tiberios das Todesurteil. Mit seiner Ermordung endete die Herakleische Dynastie, die ein Jahrhundert lang den Thron von Byzanz innegehabt hatte.
Im Jahr 737 trat in Kleinasien ein Prätendent namens Beser (Bâshîr) auf, der sich für den Sohn Justinians (oder Theodosios’ III.) ausgab.